# Ruseni (gmina Borlești)
Ruseni – wieś w Rumunii, w okręgu Neamț, w gminie Borlești. W 2011 roku liczyła 2784 mieszkańców.